# Drzwi z Valþjófsstaður
Drzwi z Valþjófsstaður – zabytkowe średniowieczne drewniane drzwi, znajdujące się w zbiorach Islandzkiego Muzeum Narodowego w Reykjavíku.
Drzwi zostały wykonane około 1200 roku dla kościoła w Valþjófsstaður we wspólnocie Fljótsdalshérað na wschodniej Islandii. Pierwsza wzmianka na ich temat pochodzi z 1641 roku. W 1851 roku zostały zdjęte i wywiezione do Danii, gdzie umieszczono je na ekspozycji w Muzeum Narodowym w Kopenhadze. W 1930 roku zabytek został zwrócony Islandii i znalazł się w zbiorach Muzeum Narodowego w Reykjavíku. W samym kościele w 1966 roku umieszczono natomiast kopię drzwi.
Wykonane w stylu romańskim drzwi są jedynym tego typu zachowanym zabytkiem na Islandii. Wyryte na nich zostały dwa okrągłe reliefy ze scenami figuralnymi. Zdaniem badaczy pierwotnie drzwi były wyższe i posiadały jeszcze jeden relief. Dolny relief przedstawia cztery splecione ze sobą smoki. Na górnym ukazana została natomiast w trzech odsłonach popularna w średniowieczu opowieść Iwajn, czyli Rycerz z lwem: rycerz uwalnia przebywającego w niewoli u smoka lwa, który następnie zostaje jego wiernym towarzyszem i w końcu umiera na jego grobie. Relief ten wieńczy inskrypcja runiczna o treści:
rikia kynynk : her grapin : er ua Þ=reka=Þæna
co znaczy:
Oto potężny król tu pogrzebany, który pokonał smoka.